# Microsoft Dynamics
Microsoft Dynamics is een lijn van enterprise resource planning- (ERP) en customer relationship management (CRM)-applicaties die ontwikkeld is door Microsoft. Microsoft Dynamics applicaties worden geleverd via een netwerk van implementatiepartners die gespecialiseerde diensten bieden voor een bepaalde branche of markt.  

## Producten
Microsoft Dynamics is een groep van applicaties die in de eerste plaats gericht is op middelgrote organisaties en dochterondernemingen en afdelingen van grotere organisaties. De Microsoft Dynamicslijn bestaat uit de volgende producten:
- ERP voor grote organisaties: Microsoft Dynamics AX (vroeger Axapta)
- ERP voor kleine tot middelgrote organisaties: Microsoft Dynamics NAV (vroeger Navision)
- CRM: Microsoft Dynamics CRM en Microsoft Dynamics CRM online

In de zomer van 2016 heeft Microsoft voor de middelgrote en grote organisaties een nieuw product geïntroduceerd: Microsoft Dynamics 365, waarin Microsoft Dynamics AX en Microsoft Dynamics CRM zijn samengevoegd. In tegenstelling tot eerdere versies werkt Dynamics 365 volledig in de cloud, wat gebruikers in staat stelt om op elk moment op- of afschalen in capaciteit en toepassingen. Microsoft biedt de software aan in abonnementsvorm, voert doorlopend updates door en zegt een uptime van 99,5 procent te kunnen garanderen.